# بطاقة الهوية اللبنانية
بطاقة الهوية اللبنانية هي وثيقة هوية إلزامية تصدرها الشرطة لمواطني الجمهورية اللبنانية نيابة عن وزارة الداخلية اللبنانية السفارات والقنصليات اللبنانية (في الخارج) مجانية. هي دليل على هوية المواطنين اللبنانيين وجنسيتهم وإقامتهم.
يمكن استخدام بطاقة الهوية اللبنانية للتحقق من هوية وجنسية لها نفس تأثير جواز سفر لبناني ساري المفعول، ويمكن أيضًا استخدامها كوثيقة سفر داخل سوريا و‌الأردن بدلاً من جواز سفر لبناني. في الهوية المحلية غير الإلكترونية، ظلت رخصة القيادة في مركز الصدارة. رخصة القيادة صالحة لكل المواقف التي تكون فيها الهوية الشخصية غير الإلكترونية مطلوبة على الرغم من أنها غير معترف بها رسميًا على هذا النحو.

## الوضع القانوني
بطاقة الهوية اللبنانية هي الشكل الرئيسي للهوية على أراضي الجمهورية اللبنانية. جميع اللبنانيين ملزمون بموجب القانون بحمل بطاقات هويتهم معهم في جميع الأوقات ويخضعون للغرامات إن لم يفعلوا. وفقًا للالتزام اللبناني بتحديد الهوية، يجب على جميع المواطنين اللبنانيين المقيمين عادةً في جمهورية لبنان، والذين تتراوح أعمارهم بين 15 عامًا أو أكثر، امتلاك بطاقة هوية أو جواز سفر ، مع الإشارة إلى أن السابق لا يقدم أي مزايا مقارنة بجواز السفر مع باستثناء كونها أسهل في محفظة أو حقيبة يد. وهي تمكن حامليها من تسجيل الدخول إلى خدمات معينة على الإنترنت أو أجهزة الكمبيوتر المحلية أو إضافة توقيعات رقمية إلى مستندات LibreOffice O D F أو إنشاء حاويات منسقة Digi Doc تسمح أيضًا بالتشفير أثناء نقل المحتوى. في حين أن ضباط الشرطة وبعض المسؤولين الآخرين لديهم الحق في المطالبة برؤية إحدى هذه الوثائق، لا ينص القانون على أن المرء ملزم بتقديم المستند في تلك اللحظة بالذات.

## استخدام داخل جمهورية لبنان
في التعريف المحلي غير الإلكتروني، بقيت رخصة القيادة في مكانة رائدة، حيث يتعين على معظم السكان الحصول على ترخيص على أي حال، ورخصة القيادة صالحة لكل المواقف التي تكون فيها الهوية الشخصية غير الإلكترونية ضرورية.
يمكن استخدام بطاقة الهوية اللبنانية، التي تحدد هوية الفرد بشكل فريد استنادًا إلى الميزات الحيوية، من قبل الفرد للتحقق من الهوية وتوثيقها في الحالات التالية:
1. التسليم الصحي: يتم التحقق من رقم التعريف الشخصي (PIN) والقياسات الحيوية / المعلومات الشخصية مع البيانات الموجودة في نظام التعريف الوطني.
2. الحصول على جواز السفر: في أي وقت يتقدم فيه حامل بطاقة الهوية اللبنانية للحصول على جواز سفر، يتم تسجيل رقم التعريف الشخصي (PIN) الخاص به على جواز السفر ويتم التحقق من معلوماته الشخصية مع البيانات الموجودة في نظام تحديد الهوية الوطني. قد لا يتمكن حامل بطاقة الهوية اللبنانية من الحصول على جواز سفر إذا لم يكن لديه بطاقة هوية لبنانية. وذلك لأن الأشخاص المؤهلين للحصول على جوازات سفر لبنانية سيتم إصدار جواز سفر واحد منهم، حيث يمكن التحقق من جنسية الفرد بشكل صحيح من نظام التعريف الوطني.
3. الحصول على رخصة القيادة: رقم التعريف الشخصي (PIN) هو أحد المعلومات المطلوبة التي تطلبها هيئة ترخيص المركبات والمركبات (D V L A) بمجرد إصدار بطاقة الهوية اللبنانية للمتقدمين. يتم الحصول على رقم التعريف الشخصي في رخصة قيادة حامل بطاقة الهوية اللبنانية ووثائق تسجيل المركبة. يتم التحقق من المعلومات الشخصية أيضًا من N I A لتحديد هوية الأشخاص الحقيقية للحصول على الترخيص وإثبات الهويات الحقيقية لأصحاب السيارات. سيأتي وقت قد لا يتمكن فيه شخص ما من تسجيل أو تجديد جديد في D V L A بدون بطاقة الهوية اللبنانية.
4. شحن وتخليص البضائع من الميناء: جميع السلع التي يحملها حامل بطاقة الهوية اللبنانية من خارج الجمهورية اللبنانية أو الواردات إلى الجمهورية اللبنانية مرتبطة مباشرة برقم التعريف الشخصي (PIN) للقضاء على الاحتيال والسرقة في الشحن وتخليص البضائع في موانئ وموانئ الجمهورية اللبنانية.
5. استلام الخدمات المصرفية: يمكن لحامل بطاقة الهوية اللبنانية استخدام بطاقة الهوية اللبنانية كوثيقة للتحقق من الهوية عند فتح الحساب المصرفي أو سحب الأموال من البنك أو استلام التحويلات المالية في جمهورية لبنان. يسهل على حامل بطاقة الهوية اللبنانية أيضًا الحصول على قرض من البنك سواء كنت تعمل في مؤسسة يمكن تحديدها أم لا. هذا لأنه يمكن التحقق من هويتهم بسهولة والبنوك واثقة من أنه يمكن تتبعها في حالة التخلف عن سداد القرض بناءً على رقم التعريف الشخصي أو المعلومات الحيوية المخزنة على بطاقة الهوية اللبنانية.
6. المعلومات الائتمانية: يمكن أن يؤدي استخدام بطاقة الهوية اللبنانية إلى تمكين البنوك في الجمهورية اللبنانية من تحديد الأشخاص الذين يستحقون الائتمان من وكالات الإحالة الائتمانية في أي وقت يتقدمون فيه للحصول على قرض. قد يؤدي هذا بشكل كبير إلى تخفيض أسعار الفائدة على القروض نظرًا لأن البنوك يمكنها إثبات ما إذا كانت تخدم بالفعل قرضًا من بنك آخر مما سيؤدي إلى انخفاض في حوادث الديون المعدومة.
7. تسجيل الأعمال: يرتبط تسجيل الأعمال بأرقام التعريف الشخصية لحامل بطاقة الهوية اللبنانية (PIN) للمساعدة في التعرف عليها كمالك حقيقي لأعمالها. تجعل إدارة المسجل العام من جميع أصحاب الأعمال تقديم رمز PIN الخاص بهم على بطاقة الهوية اللبنانية أثناء تسجيل الأعمال. هذا يلغي الاحتيال في تسجيل الأعمال التجارية من خلال الكشف عن هويات زائفة ويمنع تسجيلات متعددة للشركات لأغراض احتيالية.
8. التعليم: يتم تسجيل رقم التعريف الشخصي لطفل حامل بطاقة الهوية اللبنانية أثناء التسجيل في المدارس الابتدائية ويتم استخدام الرقم للقبول في كل مستوى مدرسي حتى يكمل الطفل تعليمه العالي. هذا يساعد في تتبع التقدم المحرز في الطفل حامل بطاقة الهوية اللبنانية في القطاع التعليمي للتدخلات السياسة اللازمة. يمكن للطلاب المؤهلين للحصول على قرض الطالب استخدام بطاقة الهوية اللبنانية لإثبات هويتهم للقضاء على الاحتيال. تمكن البيانات من قاعدة بيانات N I A وزارة التعليم من التخطيط بفعالية لتوفير البنية التحتية التعليمية المستهدفة وغيرها من الموارد لمجتمعهم.
9. البحث عن وظيفة: تُستخدم بطاقة الهوية اللبنانية لإثبات هوية الأشخاص أثناء البحث عن وظيفة. وهذا يعزز فرصهم في الحصول على الوظيفة لأن أصحاب العمل سوف يتأكدون من أنهم يتعاملون مع المالك الشرعي للشهادات التي يقدمها الشخص لدعم مؤهلاتهم.
10. إدارة الكوارث: غالباً ما يكون تحديد الضحايا الحقيقيين للكوارث مشكلة لأن هناك متسللين يستغلون غياب نظام تحديد موثوق للاستفادة منه على حساب المتضررين. بيانات عن الأشخاص تُستخدم بطاقة الهوية اللبنانية لتحديد ما إذا كانوا يعيشون في منطقة متأثرة بكارثة لتمكينهم من تلقي مواد الإغاثة.
11. الوصول إلى الخدمات الاجتماعية: تصادق بطاقة الهوية اللبنانية على استحقاق الأشخاص للخدمات الحكومية. تعتمد الخدمات، مثل مدفوعات برنامج التأمين على الحياة (LEAP) وتسجيل مخططات التأمين الصحي الوطنية المجانية للأشخاص الذين تقل أعمارهم عن 18 عامًا أو أكثر من 70 عامًا، على تقديم بطاقة الهوية اللبنانية.
12. السفر: تُستخدم بطاقة الهوية اللبنانية للتحقق من هوية الأشخاص في المطارات والحدود ومراكز تفتيش الشرطة وأثناء حجز التذاكر. ومع ذلك، لا يمكن استخدام بطاقة الهوية اللبنانية إلا في الدول المجاورة سوريا والأردن.
13. صناعة التجارة الإلكترونية والدفع: تُستخدم بطاقة الهوية اللبنانية في العديد من المواقف - للتسجيل في الخدمات غير المتصلة بالإنترنت مثل قرض أو خطة تأمين، أثناء شراء سيارة. لقد أثيرت قضايا سابقة حول معايير اعرف عميلك للبطاقات النقدية مثل بطاقات بنك عوده الإلكترونية وبطاقات الصراف الآلي. من المحتمل أن تصبح بطاقة الهوية اللبنانية إلزامية للمصادقة على جميع المدفوعات.
14. مطالبات المعاشات التقاعدية: تحدث سرقة الهوية عندما يستخدم شخص ما المعلومات الشخصية للأشخاص، مثل رقم الضمان الاجتماعي دون إذن منهم لارتكاب عمليات احتيال من خلال المطالبة بمزاياهم أو فوائد العلاقة. تحدد بطاقة الهوية اللبنانية حامل بطاقة الهوية اللبنانية بأنه الشخص الشرعي والوحيد الذي يحق له الحصول على معاشات التقاعد. في حالة وفاة حامل بطاقة الهوية اللبنانية، فإن أطفالهم أو أزواجهم هم فقط الذين سيستفيدون من مطالبتهم التقاعدية.
15. شراء الاستئجار: تُستخدم بطاقة الهوية اللبنانية في تحديد هوية الأشخاص عند اتخاذ ترتيبات شراء الإيجار، حيث تحتوي على صورتهم الرقمية والمعلومات الحيوية التي تحدد هويتهم بشكل قاطع بالإضافة إلى معلوماتهم الشخصية والسكنية.
16. مطالبات التأمين: حيث يحتاج الشخص إلى إثبات هويته في حالة حدوث أي كارثة يتعين عليه تقديم مطالبات التأمين. تزودهم بطاقة الهوية اللبنانية بالمعلومات اللازمة التي يحتاجونها لإثبات هويتهم بشكل قاطع.
17. التحويلات من الخارج: مع حدوث سرقة الهوية بعدة طرق مختلفة: يحصل السارق على إيصالات بطاقات الائتمان أو البيانات المصرفية من محفظتك أو سلة مهملاتك؛ يتم توفير المعلومات الشخصية عن غير قصد عبر الهاتف أو الإنترنت؛ أو غيرها من المعلومات السرية. قبل أن يدرك شخص ما حتى أن معلوماته الشخصية قد تم اختراقها، تتم مطالبة الأشخاص المخادعين بائتمانهم وبضائعهم. تم تصميم استخدام بطاقة الهوية اللبنانية ورقم التعريف الشخصي في المطالبة بالبضائع والأموال المرسلة من الخارج لمنع الأشخاص غير المصرح لهم من المطالبة بما هو مستحق لحامل بطاقة الهوية اللبنانية.

## استخدم كوثيقة سفر
تمكن المواطنون اللبنانيون الذين يحملون بطاقة هوية لبنانية من استخدامها كوثيقة سفر دولية، بدلاً من جواز سفر لبناني، للسفر إلى البلدان والأقاليم التالية:
- سوريا
- الأردن

## إصدار الاجراء
من أجل إصدار بطاقة هوية، يتعين على المرء أن يملأ استمارة، والتي ينبغي أن تؤخذ إلى وثائق الهوية ووحدات نظام جواز السفر داخل مراكز شرطة المقاطعة. يمكن الحصول على النماذج في جميع مراكز شرطة المقاطعة. عند تطبيق الاسم والجنس وتاريخ ومكان الميلاد والصورة الرقمية وعشرة بصمات الأصابع ونخيل العين والتوقيع الإلكتروني بتنسيق JPEG 2000. يجب على المتقدمين لأول مرة تقديم شهادة ميلاد صالحة. يمكن للشخص أن يتقدم بطلب لتجديد بطاقة الهوية عن طريق ممثل لديه تصريح موقع من كاتب العدل، شريطة ألا تكون هناك تغييرات كبيرة في مظهره. هناك، ولكن القيود. إذا تقدمت بطلب عبر أحد الممثلين، فيجب أن تتلقى الهوية الجديدة بنفسك. بالعكس، إذا تقدمت بطلبك، فقد يتلقى الممثل المعتمد هويتك. هذا لا ينطبق على التقدم بطلب للحصول على جوازات سفر، حيث يجب أخذ البصمات.
يتم إصدار بطاقة الهوية اللبنانية مجانًا لجميع المواطنين اللبنانيين، لكن يتم دفع ضريبة نقدية لإصدار بطاقة الهوية؛ يعتمد السعر على نوع الإصدار المحدد والذي هو في الأساس الوقت اللازم لإصدار البطاقة (يتم سرد الأسعار في مراكز شرطة المقاطعة). الوقت القياسي لإصدار بطاقة الهوية اللبنانية هو 5 أيام عمل. قدمت وزارة الداخلية خدمة إلكترونية وتطبيقًا ذكيًا يتيح لك التحقق مما إذا كانت بطاقة الهوية الخاصة بك جاهزة أم لا.

### متطلبات المستند
- نموذج طلب بطاقة الهوية. (تم الحصول عليه من المكاتب الحكومية أو يمكن تنزيله من موقعه على الويب.)
- بطاقة الهوية القديمة. (إن أمكن، بصرف النظر عن تاريخ انتهاء الصلاحية)
- جواز السفر اللبناني. (بالفرنسية: Passeport libanais)‏ (ينطبق فقط إذا تقدم من خلال إحدى السفارات / القنصليات اللبنانية في الخارج.)
- إخراج القيد الفردي والعائلي. (بالفرنسية: actes d'état individuels et familiaux)‏ تاريخ الإصدار الذي لا يتجاوز 3 أشهر.
- نسخة أصلية أو مصدقة من شهادة الميلاد.
- حالة السجل الجنائي (ورقة أن لا حكم عليه) (بالفرنسية: état de casier judiciaire)‏
- 2 الصور الأخيرة. (الحجم: 4.3 × 3.5   سم) مصدقة من مختار.
- 5 طوابع رسمية (بالفرنسية: timbres officiels)‏
- يتم جمع بصمات الأصابع وجميع البيانات الحيوية في مركز (مراكز) التطبيق. (لا يتم جمع بيانات بصمات الأصابع من القُصّر الذين تتراوح أعمارهم بين 12 عامًا أو أقل.)
- شهادة مهنية أو درجة. (لقول المهنة في بطاقة الهوية.)

## النسخة الحالية
الإصدار الحالي هو في شكل ID 1 والبيومترية. تؤخذ بصمات الأصابع ونخيلها العشرة جميعها لحاملها، والتي يتم تخزينها في ملفات ورقية ولا يمكن الوصول إليها إلا من قبل القاضي في ظروف محددة بدقة. تكرر قاعدة البيانات المركزية المعلومات الموجودة على البطاقة، لكن القوانين الصارمة تحد من الوصول إلى المعلومات وتمنع ربطها بقواعد البيانات أو السجلات الأخرى.
لا تزال بطاقات الهوية القديمة، المكتوبة بالأحرف العربية فقط، صالحة وذات قيمة متساوية، شريطة أن يكون قد مضى أقل من 15 عامًا على تاريخ الإصدار. ويحمل الموظفون العسكريون، فضلاً عن أفراد الشرطة، ورجال الإطفاء، وخفر السواحل، والخدمات الذكية، بطاقات هوية خاصة حتى التقاعد أو الخروج من خدماتهم.

## المظهر
بطاقة الهوية الحالية عبارة عن بطاقة بلاستيكية ID-1 (حجم بطاقة الائتمان) تحتوي على شريحة تحديد الهوية بموجات الراديو مضمن لتخزين اسم حاملها ونوع الجنس وتاريخ ومكان الميلاد وصورة رقمية لوجههم وعشرة بصمات الأصابع ونخيل النخيل وتوقيع إلكتروني بتنسيق JPEG 2000، وشريط بصري 2.86 ميجابايت.
يتم تضمين جميع المعلومات الواردة في جواز السفر اللبناني في بطاقة الهوية اللبنانية ويتم تقديمها باللغات العربية و‌الفرنسية و‌الإنجليزية.

### الجانب الأمامي
يضم الجانب الأمامي الأرز اللبناني وكلمات «الجمهورية اللبنانية / الجمهورية اللبنانية بطاقة الهوية / كارت الهوية / بطاقة الهوية» عبر الجزء العلوي، والمعلومات التالية أدناه:
- صورة للحامل (صورة رقمية مطبوعة على الصفحة)
- رقم البطاقة (12 رقمًا أبجديًا رقميًا)
- اسم الميلاد (فقط إذا كان مختلفًا عن اللقب الحالي)
- أسماء مسماه)
- جنس
- لقب
- اسم الأب الأول
- الاسم الأول للأم
- مكان الميلاد (فقط مدينة / بلدة الميلاد، لا يوجد بلد)
- تاريخ الميلاد (يوم / شهر / سنة)
- الارتفاع (بالأمتار)
- السلطة
- تاريخ انتهاء الصلاحية (يوم / شهر / سنة)
- توقيع حامل

الصور المرئية
1. العلم اللبناني
2. الأرز اللبناني إلى الزاوية اليمنى اليسرى
3. شعار جمهورية لبنان في الزاوية اليمنى العليا
4. صورة شبح حامل البطاقة
5. الصورة الرئيسية لصورة حامل البطاقة
6. خريطه جمهورية لبنان

### الجانب الخلفي
يحتوي على المعلومات التالية:
- جنس
- فصيلة الدم
- لون العينين
- الحالة الزوجية
- تاريخ الإصدار (يوم / شهر / سنة)
- مسقط والمقاطعة
- المنطقة المقروءة آليا

### المنطقة المقروءة آليا
تنسيق الصف الأول هو:
| مواقف | حرف               | المعنى                                                                |
| ----- | ----------------- | --------------------------------------------------------------------- |
| 1     | ألفا              | أنا                                                                   |
| 2     | ألفا              | النوع، حسب تقدير الدول (D في هذه الحالة)                              |
| 3-5   | ألفا              | LBN // بلد الإصدار (رمز ISO 3166-1 alpha-3 مع التعديلات)              |
| 6-31  | ألفا              | الاسم الأخير لحامل البطاقة متبوعًا برموز "<" لملء أي مساحة غير مستخدمة |
| 31-33 | ألفا + الأسطوانات | الأرقام 5-7 من رقم بطاقة الهوية، قسم الإصدار.                         |
| 34-36 | عدد الأسطوانات    | مكتب الاصدار                                                          |
| 31-36 | ألفا              | في بعض البطاقات، سيتم ملء 31-36 بـ <<<<<                              |

تنسيق الصف الثاني هو:
| مواقف | حرف            | المعنى                                                                                |
| ----- | -------------- | ------------------------------------------------------------------------------------- |
| 1-12  | عدد الأسطوانات | رقم بطاقة الهوية. الأرقام 1-2 هي سنة الإصدار، 3-4 هي شهر الإصدار و 5-7 هي قسم الإصدار |
| 13    | عدد الأسطوانات | تحقق من الأرقام فوق الأرقام من 1 إلى 12                                               |
| 14-27 | ألفا           | الاسم الأول متبوعًا بأسماء معينة مفصولة بحرفين حشو                                     |
| 28-33 | عدد الأسطوانات | تاريخ الميلاد (DDMMYY)                                                                |
| 34    | عدد الأسطوانات | تحقق من رقم فوق الأرقام 28-33                                                         |
| 35    | ألفا           | الجنس (M أو F)                                                                        |
| 36    | عدد الأسطوانات | تحقق من رقم فوق الأرقام 1-36 في الصف الأول مع الأرقام من 1-35 في الصف الثاني          |

للتحقق من حسابات الأرقام: أولاً، قم بتحويل أي أحرف غير رقمية إلى أرقام. يتم تعيين الحروف أبجديًا من 10 إلى 35 (A = 10، Z = 35)، <تساوي 0. ثانياً، اضرب كل رقم بقيمة الترجيح. هذا هو نمط تكرار 7,3,1. على سبيل المثال، الرقم الأول مضروب في 7، والرقم الثاني في 3، والثالث في 1، والرابع في 7، والخامس في 3، إلخ الآن، لخص المنتجات للحصول على رقم واحد. أخيرًا، قسّم الرقم على 10 والباقي هو رقم الشيك الخاص بك (يُعرف هذا بحساب المعامل 10).

## رقاقة
تحتوي بطاقات هوية الجمهورية اللبنانية على شهادة ISO 18000-3 و ISO 14443 متوافقة مع 13.56   رقاقة تحديد الهوية بموجات الراديو MHz التي تستخدم بروتوكولات ISO 7816 . تخزن الرقاقة اسم حاملها ونوع الجنس وتاريخ ومكان الميلاد وصورة رقمية لوجههم وعشرة بصمات الأصابع ونخيل النخيل والتوقيع الإلكتروني بتنسيق JPEG 2000 . بالإضافة إلى ذلك، يمكن استخدام بطاقة الهوية الجديدة للمصادقة عبر الإنترنت (على سبيل المثال للتحقق من العمر أو لتطبيقات الحكومة الإلكترونية). يمكن أيضًا تخزين توقيع إلكتروني، مقدم من شركة خاصة، على الرقاقة.
من المفترض أن يُقرأ رقم الوثيقة والصورة وبصمات الأصابع فقط عن طريق تطبيق القانون في الجمهورية اللبنانية ووكالات إنفاذ القانون وبعض السلطات الأخرى
تم تزويد جميع وكالات بطاقات الهوية بأجهزة قراءة معتمدة من المكتب الوطني اللبناني لأمن المعلومات. يمكن لموظفي الوكالة استخدام هذه الوحدات النمطية لعرض جميع البيانات الشخصية المخزنة على الشريحة، بما في ذلك صورة جواز السفر الرقمي وبصمات الأصابع المخزنة عند الاقتضاء.
لاستخدام وظيفة المصادقة عبر الإنترنت، يحتاج الحامل إلى رقم PIN عشري مكون من ستة أرقام. إذا كان الحامل قد كتب في رمز PIN غير الصحيح، فعليه كتابة رمز الوصول العشري المكون من 12 رقمًا والمقدم على بطاقة الهوية لإثبات أنه / هي في الحقيقة يملك بطاقة الهوية. إذا تم استخدام رمز PIN غير الصحيح ثلاث مرات، فيجب استخدام P U K لإلغاء تأمين الشريحة.
البيانات الموجودة على الشريحة محمية بواسطة التحكم الأساسي في الوصول والتحكم الموسّع في الوصول

## الغرامات
جميع المواطنين اللبنانيين المقيمين عادةً في جمهورية لبنان والذين تزيد أعمارهم عن 15 عامًا ملزمون بموجب القانون اللبناني بالتقدم بطلب للحصول على بطاقة هوية لبنانية، بينما يكون ذلك اختياريًا لمن تقل أعمارهم عن 15 عامًا أو المقيمين في الخارج.
يمكن للأشخاص الذين تزيد أعمارهم عن 15 عامًا، والذين ليس لديهم بطاقة هوية سارية، دفع غرامة تتراوح بين 300000 و 500000 ليرة لبنانية. يمكن أن يؤدي عدم تقديم بطاقة هوية صالحة لضابط شرطة في مكان عام إلى دفع غرامة قدرها 20.000 ليرة لبنانية.

## إزالة الدين
على الرغم من عدم اعتراف الجمهورية اللبنانية بعدم الدين، إلا أن وزير الداخلية زياد بارود، نيابة عن وزارة الداخلية اللبنانية، أعلن في 8 أيار (مايو) 2009 أن الإدراج الإلزامي للدين على بطاقات الهوية مخالف للقانون. حماية البيانات الشخصية. قرر مجلس الدولة في جمهورية لبنان أن الإشارة الإلزامية للانتماء الديني على بطاقات الهوية ليست قانونية، كما أنه يعارض الإشارة الاختيارية إلى الدين بعد توقيع حامل البطاقة في الركن الأيسر السفلي من بطاقة الهوية اللبنانية.